# Škornice alpská
Škornice alpská (Epimedium alpinum) je jediný druh početného rodu škornice který občas vyrůstá v České republice. Tento nepůvodní druh se do českého prostředí pravděpodobně dostal jako okrasná rostlina a do volné přírody unikl nebo byl úmyslně vysazen. V ČR byl prvně zaznamenán výskyt tohoto neofytu mimo umělou výsadbu až v roce 1874.
Mimo Česka, které je na severním okraji jeho evropského areálu, roste v alpských oblastech Francie, Švýcarska, Rakouska, Německa, Itálie a dále na Balkánském poloostrově v Chorvatsku, Srbsku, Bosně a Hercegovině a v Albánii.

## Popis
Vytrvalá, středně velká rostlina s dlouhým plazivým oddenkem z kterého vyrůstají 20 až 40 cm vysoké stonky s jedním listem a současně i stonky s květenstvím. Listy jsou dvakrát trojčetné, mají devět řapíkatých lístků s 5 až 12 cm dlouhými čepelemi podlouhle srdčitého tvaru jež jsou zakončené ostrým hrotem, po obvodu jsou pichlavě pilovité, svrchní stranu mají tmavě a spodní světle zelenou. Listy na rostlině vydrží téměř celou zimu, opadávají až na jejím sklonku. Pupeny i báze listů jsou narůžovělé, stejně jako chlupy na řapících a větvičky květenství.
Z květného stonku, zakončeného jediným výše popsaným dvakrát trojčetným listem, vyrůstají asi v polovině jeho výšky vztyčená nevelká květenství, protože jsou listem krytá jsou mnohdy málo zřetelná. Hroznovitá květenství se skládají z 12 až 20 oboupohlavných, pouze asi 1 cm velkých květů se žláznatě chlupatými stopkami. Okvětí je tvořeno kališními lístky ve dvou kruzích a korunními lístky v jednom. Ve vnějším kruhu kalichu vyrůstají čtyři drobné lístky (které často brzy opadávají) a podpírají ve vnitřním kruhu rostoucí čtyři velké plátky hnědonachově zbarvené. Koruna se skládá ze čtyř žlutých korunních plátků vydutých v kápovité medníky. Čtyři tyčinky nesou prašníky které se ve zralostí otevírají chlopněmi zdola nahoru, podlouhlý semeník s dlouhou čnělkou je svrchní. Kališní plátky, korunní plátky i tyčinky stojí v řadách za sebou, nestřídají se. Květ je protogynický, opyluje se z počátku cizím pylem přenášeným létajícím hmyzem a později v případě potřeby i pylem vlastním. Plodem je mnohosemenná tobolka otvírající se dvěma postranními chlopněmi.

## Použití
Tento druh se pomoci dlouhých oddenků do široka rozrůstá a vytváří hustý koberec listů a kořenů bránící v růstu plevelů. Je proto využíván v okrasném zahradnictví jako vhodná trvalka do stínů kde snáší i poměrné sucho, vysazuje se jako náhrada trávníků pod vzrostlé stromy, používá se také pro lemování parkových cest a chodníčků. Na dobře odvodněném stanovišti vydrží bez velké péče desítky let, nutno jen občas omezovat jeho rozpínavost. Netrpí okusem lesní ani polní zvěře.

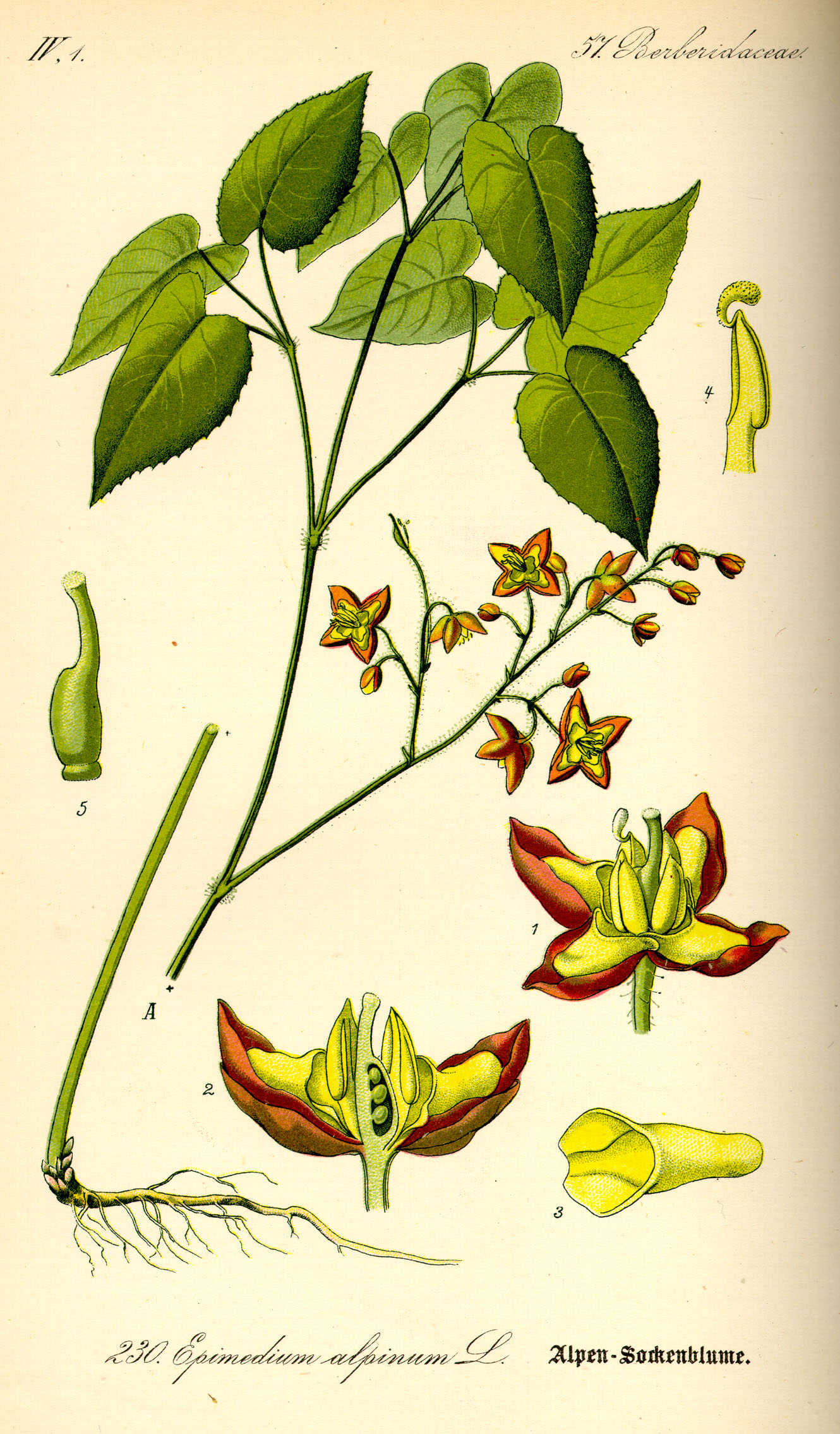
Ilustrace
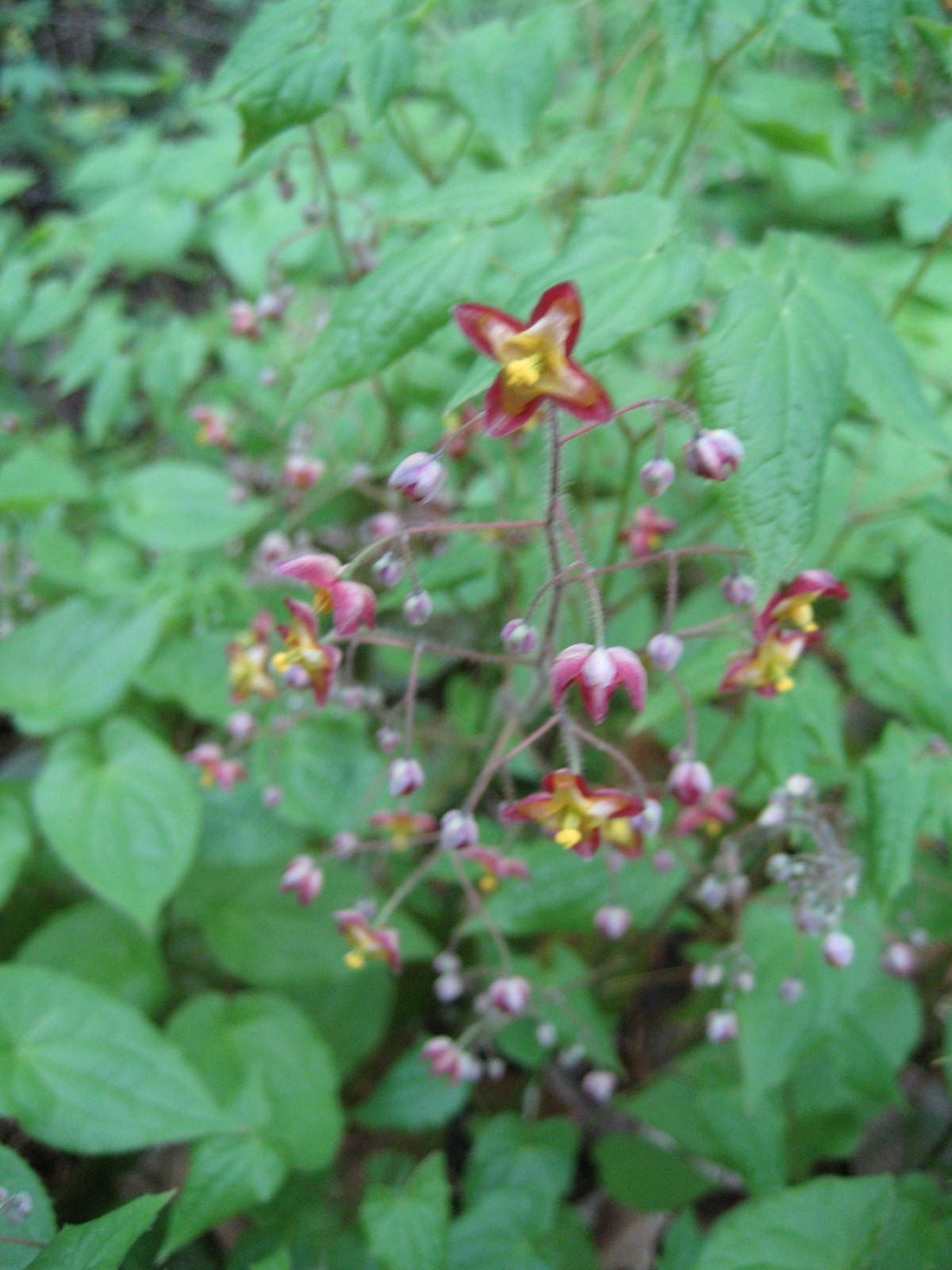
Rozkvetlá rostlina
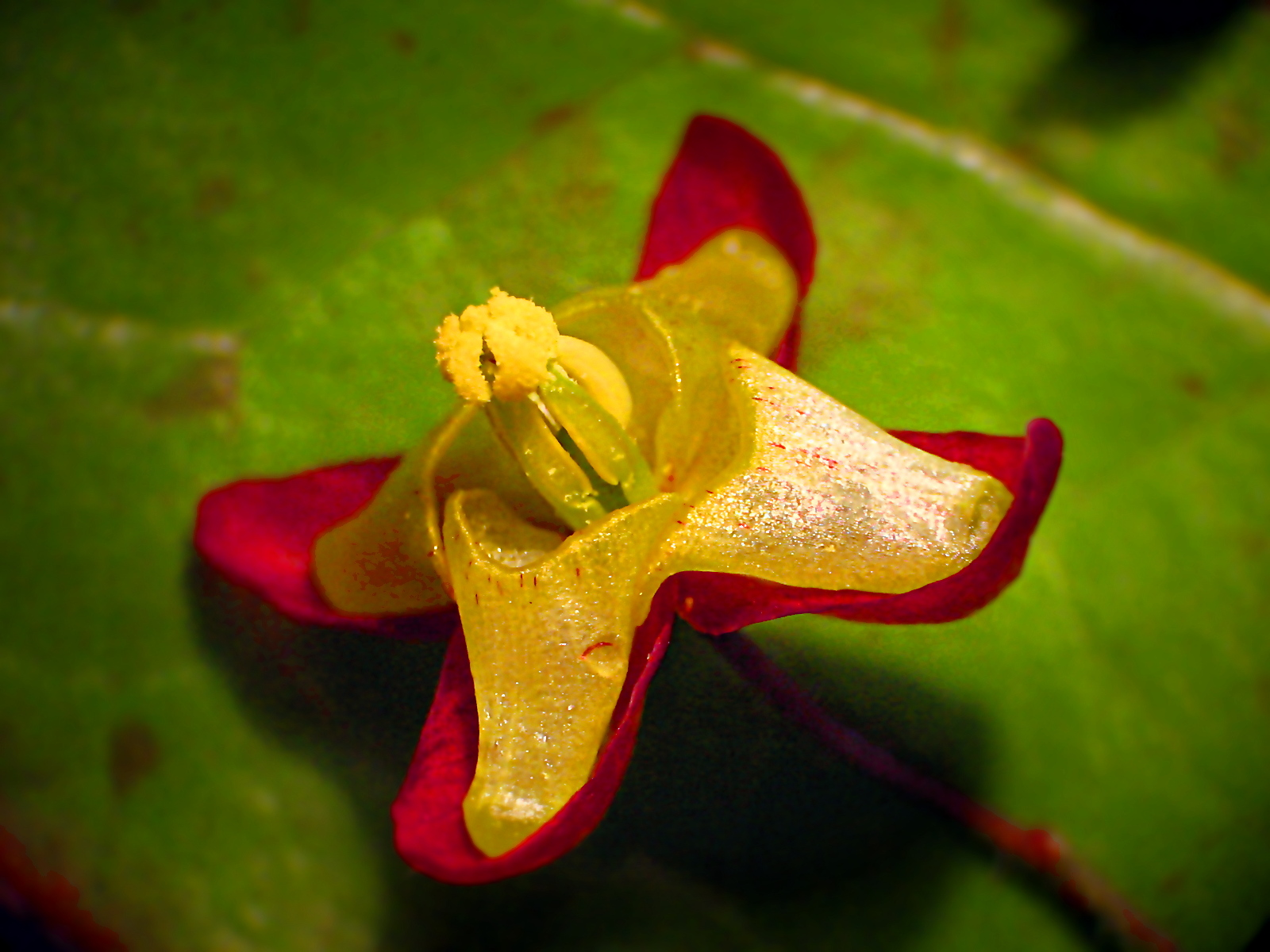
Květ velký asi 1 cm